# میکائیل بلومکویست
میکائیل بلومکویست (به انگلیسی: Mikael Blomkvist) یک شخصیت ساختگی در سری رمان سه‌گانه میلنیوم به قلم روزنامه‌نگار و نویسنده سوئدی استیگ لارسن است. او به عنوان شخصیت اصلی این سری در کنار لیسبت سالاندر حضور دارد.
در یک مصاحبه نادر، استیگ لارسن نویسنده کتاب بیان داشت؛ همانند لیسبت سالاندر، شخصیت میکائیل بلومکویست هم از نویسنده سوئدی آسترید لیندگرن الهام گرفته شده‌است. بیل برگسون در ترجمه‌های انگلیسی، با نام اصلی کال بلومکویست یک پسر جوان کارآگاه در سه داستان که توسط لیندگرن خلق شده‌است.

## زندگی‌نامه
میکائیل بلومکویست مردی ۴۳ ساله که یک محقق روزنامه‌نگار و ویراستار مجله‌ای به نام هزاره (ملنیئوم) واقع در استکهلم است. او پیش از این با مونیکا آبراهامسون ازدواج کرده بود و از او دختری ۱۶ ساله به نام پرنیلا داشت. بلومکویست مردی مؤدب، با شخصیت و در بیشتر مواقع خونسرد بود. او در طی داستان روابط جنسی بسیاری با زنان مختلف از جمله لیزبث سلندر، اریکا برگر و سیسیلیا ونگر داشت.

## در فیلم
در سه‌گانه فیلم سوئدی سال ۲۰۰۹ که توسط استودیو یلو برد تولید شده بود، مایکل نیکویست نقش میکائیل بلومکویست را ایفا کرده بود. در نسخه آمریکایی فیلم دختری با خالکوبی اژدها محصول سال ۲۰۱۱، دنیل کریگ بازی در نقش میکائیل بلومکویست را بر عهده دارد.
در فیلم دختری در تار عنکبوت (۲۰۱۸) نیز هنرپیشه سوئدی سوریر گودناسون نقش بلومکویست را ایفا کرده‌است.